# 마헤 (단위)
마헤(Mache, ME)는 공기나 온천수 등에 함유되어 있는 방사능의 농도를 나타내는 단위이다. 이 명칭은 오스트리아의 물리학자 하인리히 마헤(Heinrich Mache)의 이름을 따서 지어졌다. 기호 ME는 독일어 마헤 단위(Mache-Einheit)의 약어이다.

## 정의
1 마헤는 공기 또는 물 1리터(ℓ)에 포함되어 있는 라돈의 전리 작용에 의해서 10-3 정전 단위(esu)의 포화 전류를 일으킬 때의 방사능 농도라고 정의되고 있다.
1930년 마리 퀴리, 어니스트 러더퍼드, 한스 가이거 등에 의해 국제 라듐 표준 위원회에서 정의되었다. 비 SI 단위로, 오늘날은 온천(방사능천)의 방사능 농도 측정에 사용되는 정도 외에는 거의 이용되지 않는다.

## 단위 변환
1 마헤의 라돈 방사능은 약 1.33×104 베크렐(Bq), 약 3.64×10-10 퀴리(Ci)이다. 따라서 다음과 같은 식이 성립된다.
1 ME = 약 1.33×104 Bq/L =약 3.64×10-10 Ci/L
마헤는 대부분의 경우 국제단위계(SI)인 베크렐 또는 퀴리와 병기된다.